# Kemuning (Sambit)
Kemuning is een bestuurslaag in het regentschap Ponorogo van de provincie Oost-Java, Indonesië. Kemuning telt 1220 inwoners (volkstelling 2010).